# Lorentzklok
Een Lorentzklok is een hypothetische klok die de tijddilatatie aantoont. De klok is genoemd naar de Nederlandse natuurkundige Hendrik Lorentz.
Een Lorentzklok bestaat uit twee evenwijdige spiegels waartussen een foton heen en weer kaatst. Is de afstand tussen de spiegels 150.000 km, dan kaatst het foton in een seconde heen en weer.
Als men de klok (de twee spiegels dus) beweegt in een denkbeeldige lijn evenwijdig aan de spiegels, moet het foton een langere weg afleggen. Aangezien de lichtsnelheid constant is, tikt de klok nu langzamer. De factor waarmee de klok langzamer loopt, heet de Lorentzfactor, voorgesteld door de letter gamma. Deze kan worden bepaald met de stelling van Pythagoras en is:
{\displaystyle \gamma ={\frac {1}{\sqrt {1-({\frac {v}{c}})^{2}}}}}
Volgens het relativiteitsbeginsel moet elke andere klok die met dezelfde snelheid beweegt, eveneens langzamer tikken. 